# علف تب‌بر لکه‌دار
علف تب‌بر لکه‌دار (نام علمی: Eutrochium maculatum) نام یک گونه از سرده علف تب‌بر است.